# Go to the Top
Go to the Top é o décimo álbum de estúdio da banda DeGarmo and Key, lançado em 1991.

## Faixas
1. "I Believe"
2. "Go to the Top (At the Top Reprise)"
3. "Against the Night"
4. "Ultimate Ruler"
5. "Soul Mender"
6. "Family Reunion"
7. "Still at Work"
8. "Stand, Fight, Win"
9. "Victory (March on Prelude)"
10. "March On"
11. "The Rest of My Life"